# Neue Bach-Ausgabe
Die Neue Bach-Ausgabe (= Johann Sebastian Bach: Neue Ausgabe sämtlicher Werke; abgekürzt NBA) ist eine historisch-kritische Gesamtausgabe aller Werke des Komponisten Johann Sebastian Bach (1685–1750). Sie wurde vom Johann-Sebastian-Bach-Institut Göttingen und vom Bach-Archiv Leipzig herausgegeben. 1954 erschien der erste Band im Kasseler Bärenreiter-Verlag. Im Juni 2007 wurde die NBA mit einem Festakt während des Bach-Fests Leipzig abgeschlossen.

## Inhalt
Die Ausgabe umfasst in acht Serien 96 Notenbände, die dazugehörigen Kritischen Berichte und 5 Supplementbände:
- I. Kantaten (46 Bände)
- II. Messen, Passionen, Oratorische Werke (9 Bände)
- III. Motetten, Choräle, Lieder (4 Bände)
- IV. Orgelwerke (11 Bände)
- V. Klavier- und Lautenwerke (14 Bände)
- VI. Kammermusik (5 Bände)
- VII. Orchesterwerke (7 Bände)
- VIII. Kanons, Musikalisches Opfer, Kunst der Fuge (2 Bände)
- Supplement, Bach-Dokumente (9+1 Bände)

Die Notenbände enthalten neben einem Vorwort eine Auswahl von Faksimiles der einschlägigen Quellen. Zu jedem Notenband erscheint gesondert ein Kritischer Bericht, der sämtliche zu einem Werk erhaltenen Quellen und deren Abhängigkeit untereinander beschreibt und ferner alle verlässlichen Daten zur Entstehung der Komposition mitteilt und Editionsfragen erörtert. Neben den vollständig erhaltenen Werken finden in den Bänden der einzelnen Serien auch überlieferte Fragmente Aufnahme.

## Bedeutung
Die Neue Bach-Ausgabe bietet als Urtextausgabe der Wissenschaft und der Praxis einen zuverlässigen Notentext. Ihre strengen philologischen Methoden haben für das moderne kritisch-wissenschaftliche Editionswesen in der zweiten Hälfte des 20. Jahrhunderts Maßstäbe gesetzt.
Die Arbeiten an der NBA haben zu Neuentdeckungen verschollener Kompositionen geführt und konnten am bekannten Werkbestand Echtheitsfragen klären. Insbesondere hat aber die Auseinandersetzung mit den Quellen zu Bachs Werken zu einer weitgehenden Korrektur der Chronologie geführt und damit zugleich die Grundlage für die Revision des Bach-Bildes in unserer Zeit geschaffen.
In ihrem Ergebnis spiegelt die NBA ein beträchtliches Stück Geschichte der Bachforschung. Die deutsche Musikwissenschaft der zweiten Hälfte des 20. Jahrhunderts verdankt ihr einen guten Teil ihres Ansehens. Darüber hinaus haben Dirigenten, Solisten und Ensembles überall auf der Welt den Standard, den die Neue Bach-Ausgabe gesetzt hat, erkannt und ihn zur Grundlage für ihre Aufführungen gemacht.

## Entstehungsgeschichte
Bereits 1950 hatten die zentralen Veranstaltungen zur 200. Wiederkehr von Bachs Todestag in Göttingen und Leipzig den entscheidenden Impuls zu einer neuen kritischen Gesamtausgabe gegeben. Dass er in einer wirtschaftlich noch ungewissen Zeit genutzt wurde, ist Wissenschaftlern wie Friedrich Blume, Max Schneider, Friedrich Smend und Heinrich Besseler, den Förderern Bernhard Sprengel und Otto Benecke und der risikobereiten Initiative des Verlegers Karl Vötterle zu verdanken.
Die gleichzeitige Empfehlung der Neuen Bachgesellschaft, dieses erste große Editionsvorhaben nach dem Zweiten Weltkrieg als gesamtdeutsches Unternehmen durchzuführen und auf diese Weise die Unteilbarkeit der deutschen Kultur zu bekräftigen, fand Zustimmung in der ganzen Welt. Als Herausgeber boten das Bach-Archiv Leipzig und das Johann-Sebastian-Bach-Institut Göttingen die besten Voraussetzungen für die fachliche Betreuung, maßgeblich getragen von den Bachforschern Werner Neumann und Alfred Dürr, die die neue Ausgabe zu ihrem Lebenswerk machten. In die verlegerische Betreuung, 1951 dem Bärenreiter-Verlag Kassel von der Bundesregierung übertragen, wurde der 1954 in Leipzig neu gegründete Deutsche Verlag für Musik bis zum Ende der deutschen Teilung als Partner einbezogen. Die anfangs mit 15 bis 20 Jahren angekündigte Laufzeit erwies sich bald als unrealistisch. Der gewachsene Anspruch, den Wissenschaft und Praxis an eine moderne Ausgabe stellten, erforderte einen sehr viel größeren Aufwand. 2007 wurde die NBA abgeschlossen. Bereits Ende 2006 wurde deshalb das Johann-Sebastian-Bach-Institut Göttingen aufgelöst.
Die Neue Bach-Ausgabe wurde auch im Rahmen des Akademienprogramms der Union der Akademien der Wissenschaften gefördert, dem größten Förderprogramm für Geisteswissenschaften in Deutschland.

## Revision der Neuen Bach-Ausgabe
Während der jahrzehntelangen Laufzeit der Neuen Bach-Ausgabe sind weitere Quellen entdeckt worden und neue Erkenntnisse entstanden, die in Einzelfällen eine Revision der erschienenen Bände nahelegen. Anfang Februar 2010 kündigten das Bach-Archiv Leipzig und der Bärenreiter-Verlag eine revidierte Fassung einzelner Bände an. Zunächst sind 15 Bände geplant. Im September 2010 erschien als erster Band der „Neuen Bach-Ausgabe. Revidierte Edition“ die h-Moll-Messe, seitdem auch einzelne Weimarer Kantaten, Kammermusik mit Violine, die Suiten für Violoncello solo und andere.